# Quartier des Arts-et-Métiers

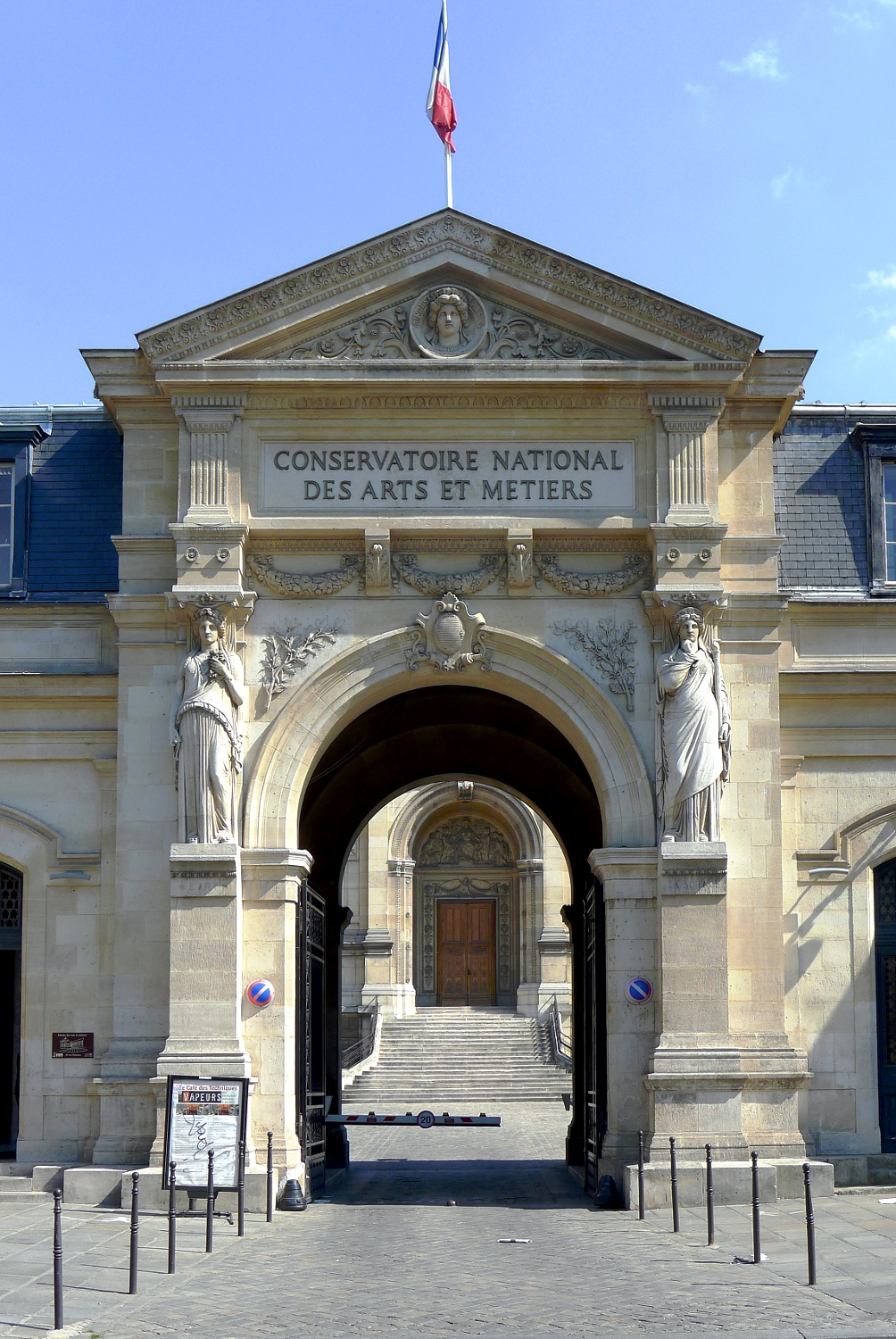
Quartier des Arts-et-Métiers

Quartier des Arts-et-Métiers (doslovně čtvrť Umění a řemesel) je 9. administrativní čtvrť v Paříži, která je součástí 3. městského obvodu. Má rozlohu 31,8 ha a je vymezena ulicemi Rue des Gravilliers a částečně Rue de Turbigo na jihu, Boulevardem de Sébastopol na západě, bulváry Saint-Denis a Saint-Martin na severu a Rue du Temple na východě.
Čtvrť nese jméno zdejší vysoké školy Conservatoire national des arts et métiers (Národní konzervatoř umění a řemesel) založené roku 1794. Součástí školy zaměřené na přírodní vědy je i nejstarší technické muzeum v Evropě – Musée des arts et métiers. Její název nese i nedaleká stanice metra.

## Vývoj počtu obyvatel
| Rok sčítání | Počet obyvatel | Hustota zalidnění (ob./km²) |
| ----------- | -------------- | --------------------------- |
| 1954        | 17 895         | 56 274                      |
| 1962        | 17 280         | 54 340                      |
| 1968        | 16 215         | 50 991                      |
| 1975        | 12 365         | 38 884                      |
| 1982        | 10 128         | 31 849                      |
| 1990        | 9 590          | 30 157                      |
| 1999        | 9 560          | 30 063                      |